# Рузино
Рузино — деревня  в Московской области России. Входит в городской округ Химки. 

## География
Деревня Рузино расположена на севере Московской области, в юго-западной части округа, примерно в 17 км к северо-западу от центра города Химки  и в 30 км к юго-востоку от города Солнечногорска, на правом берегу реки Горетовки бассейна Москвы-реки. В деревне 14 улиц. Связана автобусным сообщением с городом Зеленоградом. Ближайшие сельские населённые пункты — деревни Брёхово, Лигачёво, Лугинино и Середниково.

## Население
| 1852 | 1859 | 1890 | 1899 | 1926 | 1966 | 1998 |
| ---- | ---- | ---- | ---- | ---- | ---- | ---- |
| 216  | ↘204 | ↗290 | ↘170 | ↗462 | ↘373 | ↘95  |
| 2002 | 2010 |      |      |      |      |      |
| ↗114 | ↗164 |      |      |      |      |      |

## История

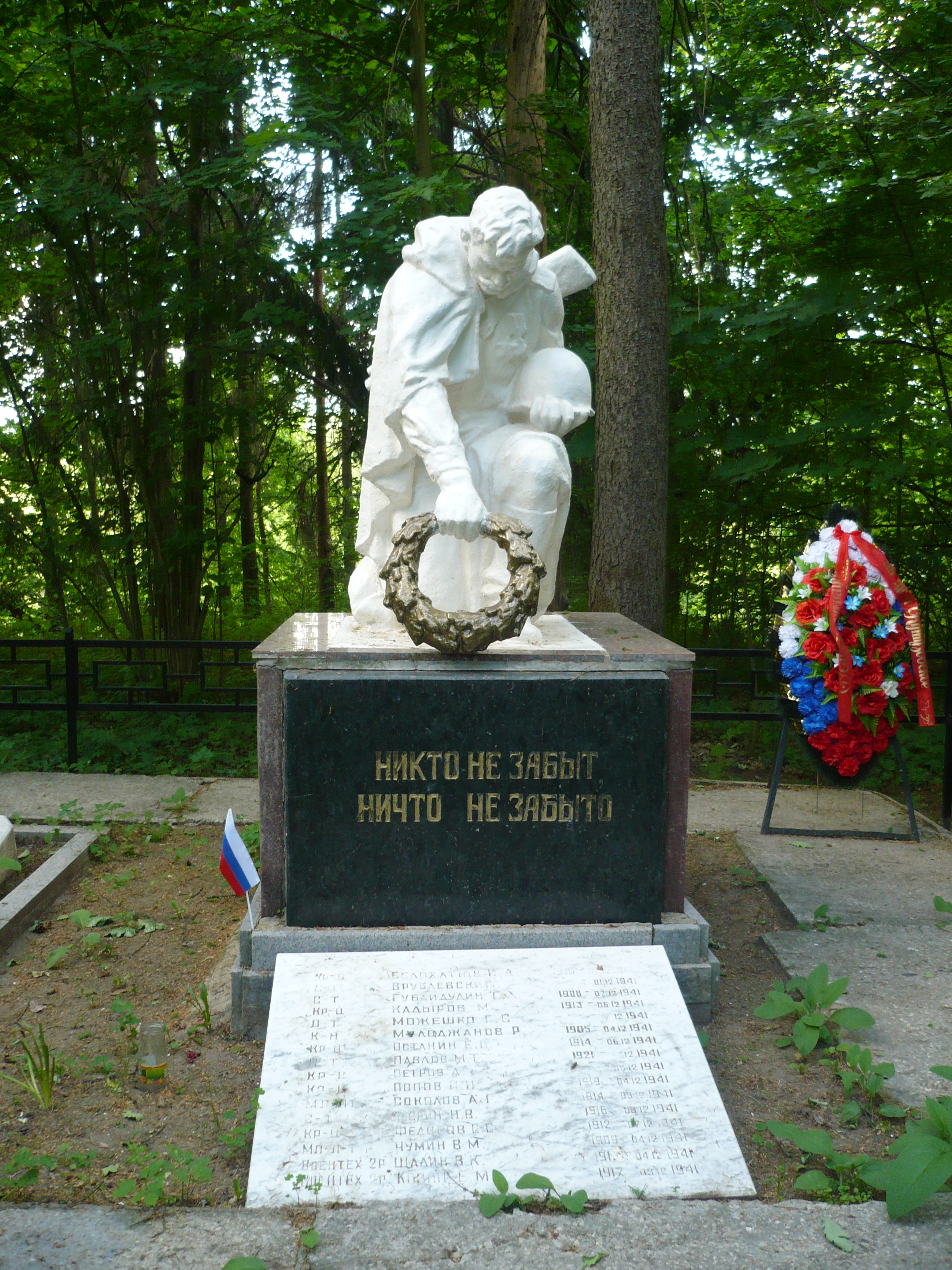
Братская могила советских воинов в Рузино

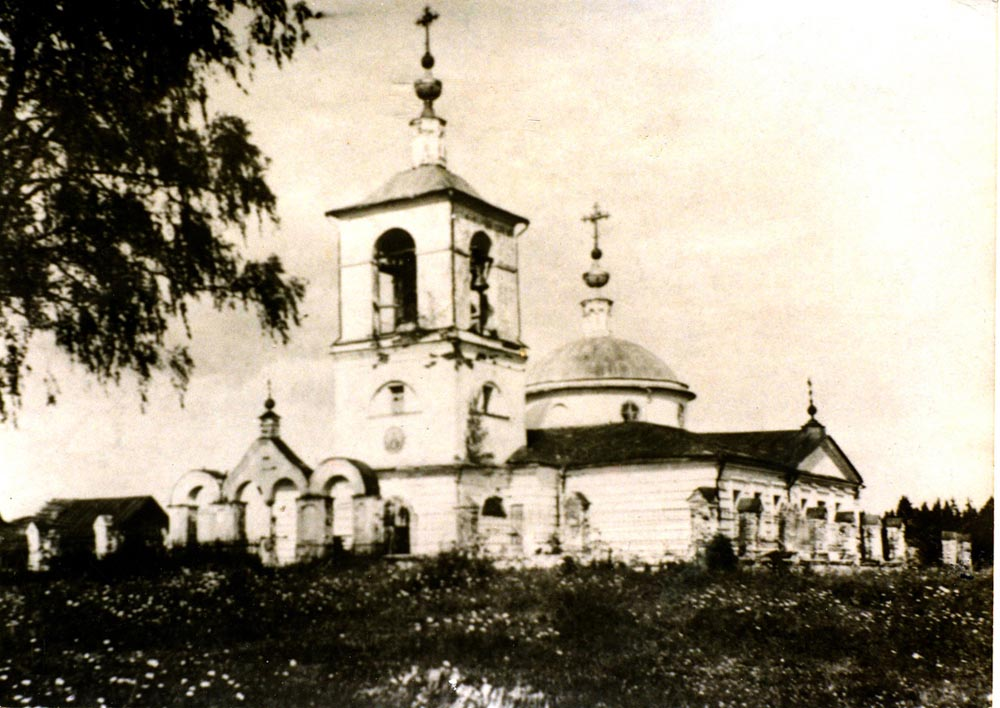
Покровская церковь в Рузино

В «Списке населённых мест» 1862 года Рузино — казённая деревня 2-го стана Звенигородского уезда Московской губернии по правую сторону Московского почтового тракта (из Москвы в Волоколамск), в 41 версте от уездного города, при речке Раздирихе, с 25 дворами и 204 жителями (93 мужчины, 111 женщин).
По данным на 1890 год входила в состав Еремеевской волости Звенигородского уезда, число душ составляло 290 человек.
В 1913 году — 64 двора.
1 июля 1918 года включена в состав Сходненской волости Московского уезда, позднее переименованной в Спасско-Сходненскую, а затем в Ульяновскую.
По материалам Всесоюзной переписи населения 1926 года — центр Рузинского сельсовета Ульяновской волости, проживало 462 жителя (227 мужчин, 235 женщин), насчитывалось 93 хозяйства, среди которых 84 крестьянских, имелась школа.
С 1929 года — населённый пункт в составе Сходненского района Московского округа Московской области. Постановлением ЦИК и СНК от 23 июля 1930 года округа как административно-территориальные единицы были ликвидированы.
1929—1932 гг. — деревня Сходненского района.
1932—1940 гг. — деревня Солнечногорского района.
1940—1960 гг. — деревня Химкинского района.
1960—1963 гг. — деревня Солнечногорского района.
1963—1965 гг. — деревня Солнечногорского укрупнённого сельского района.
1965—1994 гг. — деревня Солнечногорского района.
В 1994—2006 гг. деревня входила в Кутузовский сельский округ Солнечногорского района..
В 2005—2019 годах деревня входила в Кутузовское сельское поселение Солнечногорского муниципального района, в 2019—2022 годах  — в состав городского округа Солнечногорск, с 1 января 2023 года включена в состав городского округа Химки.